# Nederlanders in het Vietnamese voetbal
Nederlanders in het Vietnamese voetbal geeft een overzicht van Nederlanders die een contract hebben (gehad) in het Vietnamese voetbal.

## Voetballers
| Naam             | Club(s)      | Van  | Tot  | Opmerkingen                   |
| ---------------- | ------------ | ---- | ---- | ----------------------------- |
| Frank van Eijs   | LG-ACB Hanoi | 2005 | 2005 |                               |
| Danny van Bakel  | Bình Dương   | 2011 | 2012 |                               |
| Danny van Bakel  | Đồng Nai     | 2013 | 2013 |                               |
| Danny van Bakel  | Thanh Hóa    | 2014 | 2018 |                               |
| Mark Rutgers     | Binh Dinh    | 2012 | 2013 |                               |
| Alexander Prent  | SHB Đà Nẵng  | 2011 | 2012 |                               |
| Wiljan Pluim     | Bình Dương   | 2016 | 2016 | speelde geen enkele wedstrijd |
| Romario Kortzorg | Bình Dương   | 2018 |      |                               |
| Romario Kortzorg | Nam Định     |      |      |                               |

Voetbalbonden ·
Albanië ·
Angola ·
Armenië ·
Australië ·
Azerbeidzjan ·
Bahrein ·
België ·
Bhutan ·
Bulgarije ·
Canada ·
China ·
Congo-Kinshasa · 
Cyprus ·
Denemarken ·
Duitsland ·
Egypte ·
Engeland ·
Estland ·
Ethiopië ·
Faeröer ·
Filipijnen ·
Finland ·
Frankrijk ·
Georgië ·
Ghana ·
Griekenland ·
Hongarije ·
Hongkong ·
Ierland ·
IJsland ·
Indonesië ·
Iran ·
Israël ·
Italië ·
Japan ·
Kazachstan ·
Koeweit ·
Litouwen ·
 Luxemburg ·
Maleisië ·
Malta ·
Marokko ·
Mexico ·
Namibië ·
Nieuw-Zeeland ·
Noorwegen ·
Oekraïne ·
Oezbekistan ·
Oostenrijk ·
Polen ·
Portugal ·
Qatar ·
Roemenië ·
Rusland ·
Rwanda ·
Saoedi-Arabië ·
Schotland ·
Singapore ·
Slovenië ·
Slowakije ·
Spanje ·
Tanzania ·
Turkije ·
Tuvalu ·
VAE ·
Venezuela ·
Verenigde Staten ·
Vietnam ·
Zimbabwe ·
Zuid-Afrika ·
Zuid-Korea ·
Zweden ·
Zwitserland